# Batalha de Meca

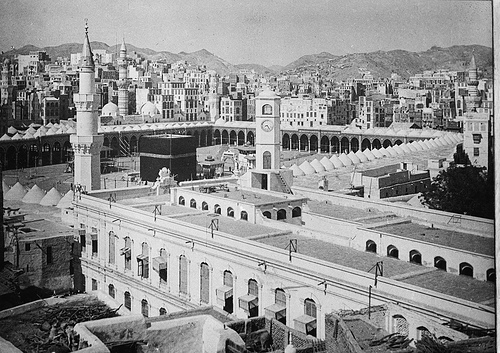
A cidade de Meca em 1910.

Batalha de Meca foi um conflito na cidade sagrada do Islã de Meca em junho e julho de 1916, durante a Primeira Guerra Mundial. Em 10 de junho, Huceine ibne Ali, Xarife de Meca, líder do clã dos haxemitas, iniciou uma revolta contra o califado otomano desta cidade. A Batalha de Meca fez parte da Revolta Árabe.
A batalha foi o começo do fim do Império Otomano e era o começo de um Reino Hachémita cuja capital era Meca e gradualmente expandiu-se para o norte. Esta batalha deixou cicatrizes profundas no Oriente Médio. Os Estados árabes ficaram sob forte influência europeia, enquanto o califado otomano terminou e a Palestina passou para o domínio britânico, levando à eventual existência do Estado de Israel. O Xarife de Meca foi detido pelo rival Ibn Saud e seu sonho de um Estado árabe que se estenderia do Iêmen até a Síria permaneceu não realizado.